# Szczodrochowo (powiat wągrowiecki)
Szczodrochowo – wieś w Polsce położona w województwie wielkopolskim, w powiecie wągrowieckim, w gminie Skoki.

## Historia
W 1846 wieś wchodziła w skład dóbr Stawiany, należących do Ferdynanda Kalksteina (we wsi stało wówczas 15 domów i zamieszkiwało 65 mieszkańców). Parcelacja majątku miała miejsce już w okresie zaboru pruskiego. W Szczodrochowie powstały duże gospodarstwa niemieckie i domostwa pracowników rolnych. Gospodarzami byli Niemcy, a pracownikami Polacy. Charakterystyczne są pochodzące z tego czasu (istniejące częściowo do dziś) zabudowania z kamienia, uzupełnione czerwoną cegłą. W 1921 we wsi zamieszkiwało sto osób. W okresie międzywojennym istniało tu siedem dużych gospodarstw i domki pracownicze, a także kuźnia. 
W latach 1975–1998 miejscowość należała administracyjnie do województwa poznańskiego. W 1993 zamieszkiwało tu 69 osób. Wieś została zwodociągowana w 1999. Rozwija się tu ogrodnictwo działkowe. 

## Pozostałości przeszłości
U skrzyżowania dróg stoi kapliczka przydrożna z figurą Matki Boskiej, a za wsią (w lesie), znajduje się cmentarz ewangelicki.